# John Schwarz
John Schwarz es un actor australiano, más conocido por su papel como el primo de Stieve e interés romántico de Jaz Mcleod (Ben Hall) en la serie australiana Mcleod's Daughters.

## Biografía
Su padre es doctor, su hermano menor es Michael Schwarz. A la edad de dos años su familia se mudó a Sudáfrica, donde su padre trabajó en un hospital de Zuzu. A los 10 años creció en las montañas de Drankensburg, Sudáfrica. 
John disfruta haciendo Box, Cricket, Golf, Montar a caballo, Artes Marciales, esquiar, surfear y jugar tenis. 
Antes de estudiar en el NIDA, John estudió pre-med (un grado en ciencias de la salud), luego se graduó del National Institute of Dramatic Art (NIDA), con un grado en actuación.
Es muy buen amigo del actor Sam Worthington, ambos asistieron a la misma escuela de teatro.

## Carrera
John junto a su hermano Mark y a su mejor amigo Sam Worthington se han asociado con Radical Studios para crear y desarrollar "Full Clip Productions", la cua ltiene como objetivo encontrar y crear novelas gráficas que serán publicadas como adaptaciones cinematográficas.
Ha aparecido como invitado en varios populares programas australianos como All Saints, Farscape y Comedy Inc, ha participado en diversas películas como The Plex, Fink and Foolproof. 
También ha trabajado en diversas campañas de TVC como Bundy, Toyota, Quicksilver, Dayli Telegraph, King Gee y en Nicobate.
En el 2006 participó en un episodio de la serie Mcleod's Daughters donde interpretó al primo de Nick Ryan, Mark Weatherdon. Dos años más tarde en el 2008 regresó a la serie australiana Mcleod's Daughters como uno de los personajes principales, donde interpretó al interés romántico de Jaz Mcleod y el primo de Stieve Hall, Ben Hall hasta el final de la serie en el 2009.
En el 2013 aparecerá en la película Damaged. la cual será producida por su productora "Full Clip Productions".

## Filmografía
Películas
| Año  | Título                    | Personaje        | Notas                                                   |
| ---- | ------------------------- | ---------------- | ------------------------------------------------------- |
| 2013 | Damaged                   | -                | junto a Sam Worthington                                 |
| 2008 | The Plex                  | Vincent Vasnar   | junto a Tim Boyle, Matt Doran & Gabriel Egan            |
| 2005 | Fink!                     | David Jamison    | junto a Sam Worthington, Brett Stiller & Judith McGrath |
| 2004 | Foolproof                 | -                | -                                                       |
| 2003 | Comedy Inc                | Ozzy Osbourne    | -                                                       |
| 2002 | Late Night Shooper        | -                | -                                                       |
| 2001 | Neophytes and Neon Lights | Steven Tailisman | junto a Matt Doran & Nadia Townsend                     |
| 2001 | Playing Hard to Get       | Sleazy guy       | junto a Myles Pollard                                   |

Series de televisión
| Año         | Título             | Personaje              | Notas                                   |
| ----------- | ------------------ | ---------------------- | --------------------------------------- |
| 2006 - 2009 | Mcleod's Daughters | Ben Hall               | 16 episodios                            |
| 2000 - 2005 | All Saints         | Adam Black/Gordon King | 2 episodios                             |
| 2002 - 2003 | Farscape           | Tugar/Bintog           | 3 episodios                             |
| 2002        | Young Lions        | Geoff                  | episodio "The City and the Taxi Driver" |

Productor
| Año  | Título             | Notas                       |
| ---- | ------------------ | --------------------------- |
| 2015 | Deadline Gallipoli | productor                   |
| 2015 | Danger Close       | productor                   |
| 2013 | Cleaners           | serie - productor ejecutivo |

Teatro
| Año  | Obra                              | Personaje         | Director (a)   | Teatro         | Notas                                                |
| ---- | --------------------------------- | ----------------- | -------------- | -------------- | ---------------------------------------------------- |
| -    | A Lie of the Mind                 | Mike              | -              | -              | -                                                    |
| -    | Magic Flute Pt II                 | Monostatos        | -              | -              | -                                                    |
| 2000 | Mojo                              | Sydney Potts      | Morgan O'Neill | Wandering Wolf | junto a Douglas Blaikie, Ben Mortley & Myles Pollard |
| -    | The Jungle                        | Nick              | -              | -              | -                                                    |
| -    | Chekhov in Yalta                  | Maoskvin          | -              | -              | -                                                    |
| -    | Nicholas Nickelby                 | Nicholas Nickelby | -              | -              | -                                                    |
| -    | Six Degrees of Seperation         | Doug/Hustler      | -              | -              | -                                                    |
| -    | The Curse of the House of Artreus | Agamemnon         | -              | -              | -                                                    |
| -    | The Front Page                    | Wilson            | -              | -              | -                                                    |